# Насаком
Насаком (индон. Nasakom) — политическая концепция, действовавшая в Индонезии в поздний период президентства Сукарно. Это акроним, составленный на основе индонезийских слов NASionalisme (Национализм), Agama (Религия) и KOMunisme (Коммунизм) .

Сукарно — автор концепции Насаком

В 1956 году Сукарно открыто раскритиковал парламентскую демократию, заявив, что «на её основе неизбежны конфликты» и она противоречит представлениям индонезийцев о гармонии и естественным отношениям между людьми. Вместо этого он предложил создать общественную систему, основанную на дискуссии и взаимном согласии; в качестве образца такой системы он рассматривал древние традиции индонезийских деревень, согласно которым вся власть в деревне находилась в руках у старосты. Он предложил сторонникам национализма, исламизма и социализма сотрудничать между собой и создать новое правительство на основе этого сотрудничества. Заручившись поддержкой армии, Сукарно объявил в феврале 1957 года о введении в стране «Направляемой демократии». Вскоре был сформирован новый кабинет, в котором были представлены все важнейшие политические партии страны, включая компартию. Концепция Насаком просуществовала до прихода к власти генерала Сухарто в 1965 году.